# Campeonato Potiguar de Futebol de 2012
O Campeonato Potiguar de Futebol de 2012 foi a 93ª edição do campeonato estadual de futebol do Rio Grande do Norte. O campeão e o vice-campeão disputarão a Copa do Brasil de 2013.

## Regulamento[1]
O Campeonato será disputado em dois turnos, da seguinte forma: Taça Cidade do Natal (1° turno) e Copa RN (2° turno).
A Taça Cidade do Natal será disputada em 03 Fases, Classificatória, Semi Final e Final. A fase classificatória será composta de nove rodadas, apenas com jogos de ida. Classifincando-se para a semi-final os quatro times, melhores colocados ao final da fase. A semi-final será disputada em partidas únicas (apenas jogo de ida), com o cruzmento do 1° x 4° e 2° x 3°, com o mando de campo dos 1° e 2° colocados. A final será disputada, em partida de ida e volta, com mando de campo da segunda partida para o time com melhor índice técnico, considerando o somatório das duas fases anteriores.
A Copa RN, será no mesmo formato de disputa da Taça Cidade do Natal.
A grande final do campeonato será disputado, entre os times campeões do 1° turno e 2° turno, em jogos de ida e volta, com vantagem para a agremiação que mais somou pontos, durante toda a competição.
A associação campeã da Taça Cidade do Natal e da Copa RN 2012 serão declaradas, automaticamente, representantes do Rio Grande do Norte na Copa do Brasil 2013. A equipe que vai respresentar o Rio Grande do Norte no Brasileiro da Série D, será o melhor rankiado na competição, sem contar com ABC e América, que já representam o futebol do RN no Brasileiro da Série B. Será rebaixada a equipe que ficar em 10° lugar na competição.

### Critérios de desempate
Ocorrendo empate em números de pontos ganhos entre duas ou mais
agremiações em qualquer Fase ou Turno, serão aplicados os seguintes
critérios de desempate, pela ordem e sucessivamente, exclusivamente em cada Fase ou Turno:
1. Maior número de vitórias;
2. Maior saldo de gols;
3. Maior número de gols marcados;
4. Menor numero de cartões vermelhos recebidos
5. Menor número de cartões amarelos recebidos.
6. Sorteio público na sede da Federação, em dia e horário a serem determinados pela FNF.

## Participantes
| Equipe     | Cidade     | Em 2011       | Estádio     | Capacidade | Títulos             |
| ABC        | Natal      | Campeão       | Frasqueirão | 18 000     | 52 (último em 2011) |
| Alecrim    | Natal      | 9º            | Nazarenão   | 5 200      | 7 (último em 1986)  |
| América    | Natal      | 3º            | Nazarenão   | 5 200      | 33 (último em 2003) |
| ASSU       | Assu       | 8º            | Edgarzão    | 3 000      | 1 (em 2009)         |
| Baraúnas   | Mossoró    | 5º            | Nogueirão   | 9 000      | 1 (em 2006)         |
| Caicó      | Caicó      | 1º 2ª Divisão | Marizão     | 3 000      | 0 (não possui)      |
| Corintians | Caicó      | 7º            | Marizão     | 3 000      | 1 (em 2001)         |
| Palmeira   | Goianinha  | 4º            | Nazarenão   | 5 200      | 0 (não possui)      |
| Potiguar   | Mossoró    | 6º            | Nogueirão   | 9 000      | 1 (em 2004)         |
| Santa Cruz | Santa Cruz | 2º            | Iberezão    | 5 013      | 0 (não possui)      |

## Transmissão
Assim como em anos anteriores, a transmissão do Campeonato Potiguar deste ano foi exclusiva da TV União de Natal, disponível no sistema a Cabo na capital potiguar e em TV Aberta para algumas cidades do interior do Rio Grande Norte. Detalhe que a TV União de Natal também disponibiliza a transmissão pela internet, fazendo com que seus telespectadores pudessem assistir aos jogos também pelo computador.
A transmissão dos jogos também foram feitas por várias emissoras de rádios do RN.

## Primeiro Turno (Taça Cidade do Natal)

### Classificação
Atualizado em 12 de fevereiro de 2012, às 22:22 (UTC-3)
|  |                                         |
|  | Zona de classificação para a fase final |

### Fase final
|  | Semifinais          | Semifinais |   |                  | Final | Final | Final | Final |
|  |                     |            |   |                  |       |       |       |       |
|  | ABC                 | 2          |   |                  |       |       |       |       |
|  | Corintians de Caicó | 1          |   |                  |       |       |       |       |
|  | Corintians de Caicó | 1          |   | América de Natal | 0     | 0     |       |       |
|  |                     |            |   | América de Natal | 0     | 0     |       |       |
|  |                     | ABC        | 1 | 1                |       |       |       |       |
|  | América de Natal    | ABC        | 1 | 1                | 3     |       |       |       |
|  | América de Natal    |            |   |                  | 3     |       |       |       |
|  | Santa Cruz-RN       | 1          |   |                  |       |       |       |       |

| Taça Cidade do Natal de 2012 |
| ---------------------------- |
|                              |
| ABC Campeão (7º título)      |

## Segundo Turno (Copa RN)

### Classificação
Atualizado em 08 de abril de 2012, às 18:05 (UTC-3)
|  |                                         |
|  | Zona de classificação para a fase final |

### Fase final
|  | Semifinais       | Semifinais |   |                  | Final | Final | Final | Final |
|  |                  |            |   |                  |       |       |       |       |
|  | ABC              | 1          |   |                  |       |       |       |       |
|  | América de Natal | 2          |   |                  |       |       |       |       |
|  | América de Natal | 2          |   | América de Natal | 4     | 2     |       |       |
|  |                  |            |   | América de Natal | 4     | 2     |       |       |
|  |                  | Baraúnas   | 1 | 0                |       |       |       |       |
|  | Baraúnas         | Baraúnas   | 1 | 0                | 1     |       |       |       |
|  | Baraúnas         |            |   |                  | 1     |       |       |       |
|  | Santa Cruz-RN    | 0          |   |                  |       |       |       |       |

| Copa Rio Grande do Norte de 2012 |
| -------------------------------- |
|                                  |
| América Campeão (2º título)      |

## Final do Campeonato

### Jogo de Ida
| 29 de abril | América de Natal           | 2 - 1  | ABC      | Estádio Nazarenão, Goianinha                                        |
| 16:00       | Isac 63' · Lúcio Curió 75' | Súmula | Raul 19' | Público: 3,897 pagantes Árbitro: RJ Marcelo de Lima Henrique (FIFA) |

### Jogo de Volta
| 06 de maio | ABC | 0 – 2  | América de Natal              | Estádio Frasqueirão, Natal                                       |
| 16:00      |     | Súmula | Wanderson 53' · Fabinho 90+1' | Público: 12,028 pagantes Árbitro: RS Leandro Pedro Vuaden (FIFA) |

| Campeonato Potiguar de 2012           |
| ------------------------------------- |
|                                       |
| América de Natal Campeão (33º título) |

## Desempenho por rodada
- Clubes que lideraram o campeonato ao final de cada rodada:

| 1º turno | 1º turno | 1º turno | 1º turno | 1º turno | 1º turno | 1º turno | 1º turno | 1º turno | 2º turno | 2º turno | 2º turno | 2º turno | 2º turno | 2º turno | 2º turno | 2º turno | 2º turno |
| -------- | -------- | -------- | -------- | -------- | -------- | -------- | -------- | -------- | -------- | -------- | -------- | -------- | -------- | -------- | -------- | -------- | -------- |
| 1        | 2        | 3        | 4        | 5        | 6        | 7        | 8        | 9        | 1        | 2        | 3        | 4        | 5        | 6        | 7        | 8        | 9        |
| AMÉ      | AMÉ      | AMÉ      | ABC      | ABC      | ABC      | ABC      | STC      | ABC      | AMÉ      | ALE      | ABC      | ABC      | ABC      | AMÉ      | ABC      | ABC      | ABC      |

- Clubes que ficaram na última posição do campeonato ao final de cada rodada:

| 1º turno | 1º turno | 1º turno | 1º turno | 1º turno | 1º turno | 1º turno | 1º turno | 1º turno | 2º turno | 2º turno | 2º turno | 2º turno | 2º turno | 2º turno | 2º turno | 2º turno | 2º turno |
| -------- | -------- | -------- | -------- | -------- | -------- | -------- | -------- | -------- | -------- | -------- | -------- | -------- | -------- | -------- | -------- | -------- | -------- |
| 1        | 2        | 3        | 4        | 5        | 6        | 7        | 8        | 9        | 1        | 2        | 3        | 4        | 5        | 6        | 7        | 8        | 9        |
| CAI      | PAL      | CAI      | ALE      | ALE      | ALE      | ALE      | ALE      | ALE      | CAI      | CAI      | CAI      | CAI      | CAI      | CAI      | POT      | CAI      | CAI      |

## Classificação Geral
| 1  | América de Natal    | 48 | 26 | 15 | 3 | 8  | 51 | 25 | +26 | Estável |
| 2  | ABC                 | 47 | 24 | 14 | 5 | 5  | 37 | 19 | +18 | Estável |
| 3  | Baraúnas            | 34 | 21 | 9  | 7 | 5  | 19 | 16 | +3  | Estável |
| 4  | Santa Cruz-RN       | 30 | 20 | 9  | 3 | 8  | 30 | 18 | +13 | Estável |
| 5  | ASSU                | 24 | 18 | 7  | 3 | 8  | 19 | 24 | -5  | Estável |
| 6  | Corintians de Caicó | 23 | 19 | 5  | 8 | 6  | 21 | 20 | +1  | Estável |
| 7  | Palmeira            | 21 | 18 | 5  | 6 | 7  | 14 | 18 | -4  | Estável |
| 8  | Potiguar de Mossoró | 19 | 18 | 5  | 4 | 9  | 16 | 22 | -6  | Estável |
| 9  | Alecrim             | 18 | 18 | 5  | 3 | 10 | 20 | 35 | -15 | Estável |
| 10 | Caicó               | 13 | 18 | 3  | 4 | 11 | 12 | 41 | -29 | Estável |

|  |                                                               |
|  | Classificados para a Copa do Brasil de 2013.                  |
|  | Classificado para o Campeonato Brasileiro da Série D de 2012. |
|  | Rebaixado para a segunda divisão.                             |

## Média de Público
A média de público considera apenas os jogos da equipe como mandante.
- Considera-se apenas o público pagante